# Friedenau (Schiff)
Die Friedenau war ein 1920 in Nantes als Adrar gebautes Dampfschiff, das im Kattegat am 10. April 1940 als Truppentransporter von einem britischen U-Boot torpediert und versenkt wurde.

## Das Schiff
Als Dampfschiff Adrar lief der Frachter am 21. Februar 1920 bei der Schiffswerft Ateliers et Chantiers de la Loire vom Stapel. Er wurde als Kühl- und Frachtschiff mit der Bau-Nr. 11 im November 1920 an die französische Reederei Compagnie Maritime des Chargeurs Réunis in Le Havre übergeben. Das Schiff war 119,89 Meter lang und 17,09 Meter breit und hatte einen Tiefgang von 7,81 Meter. Vermessen war es mit 5872 BRT/3165 NRT. Als Antrieb diente eine Dreizylinder-Dampfmaschine mit 2800 PSi die auf eine Antriebswelle und Schiffsschraube wirkte. Als Höchstgeschwindigkeit konnten max. 11 Knoten erreicht werden.

## Geschichte
Am 20. Oktober 1935 havarierte das Schiff auf dem Weststrand vor List auf Sylt. Obwohl unverzüglich Bergungsversuche unternommen wurden, konnte das Schiff erst im Folgejahr am 18. August 1936 von der Bugsier-, Reederei- und Bergungsgesellschaft geborgen und in der Folge übernommen werden. Nach Reparaturen bei der Seebeckwerft (AG „Weser“ Werk Seebeck) in Bremerhaven wurde das Schiff mit 5219 BRT / 3500 NRT neu vermessen und von der Bugsier Reederei & Bergungs AG als neuer Eigner am 23. September 1937 auf den neuen Schiffsnamen Friedenau umgetauft.

## Kriegseinsatz und Untergang
1939 war die Friedenau als Truppen- und Rückwanderertransportschiff auf der Ostsee im Einsatz. Am 8. März 1940 um 10:00 Uhr wurde das Schiff für die 2. Seetransportstaffel zum Einsatz bei dem Unternehmen Weserübung erfasst und verließ am 8. April 1940 um 16:00 Uhr Gotenhafen mit Truppen und Ladung mit Oslo als Zielhafen. Das britische U-Boot Triton torpedierte die Friedenau am 10. April 1940 um 17:26 Uhr im Kattegat auf Position 57° 27′ N, 10° 46′ O, worauf das Schiff innerhalb von fünf Minuten sank. Der Frachter España konnte 210 Überlebende retten, 3 Offiziere und 496 Soldaten des Infanterieregiments Nr. 340 starben durch die Versenkung.